# The Big Picture
The Big Picture – 26. studyjny album brytyjskiego piosenkarza i kompozytora Eltona Johna, nagrywany w przedziale wiosna-lato 1997, a wydany 22 września tego samego roku (w USA 23 września).
Krążek zawiera trzy światowe przeboje: "Something About the Way You Look Tonight" (wydane  później wraz z "Candle in the Wind 1997" w hołdzie Księżnej Dianie), "Recover Your Soul" i "If the River Can Bend". Chociaż album zawiera mocny akcent orkiestrowy, to jednak dopiero na następnym albumie Songs from the West Coast z 2001, widać wyraźniejszy powrót Johna do fortepianowej bazy zestawionej z orkiestrą, aranżowaną przez Paula Buckmastera (który od dawna towarzyszył Eltonowi Johnowi w realizacji nagrań, szczególnie we wczesnych latach siedemdziesiątych). W 2006 John wyznał w wywiadzie, że Bernie Taupin, przyjaciel i tekściarz muzyka, uznaje album The Big Picture, za najmniej ulubiony spośród wszystkich jakie stworzyli, podczas gdy pianista uważa, że to Leather Jackets z 1986 zasługuje na to określenie.
Płyta jest dedykowana przyjacielowi Eltona, popularnemu projektantowi mody – Gianni Versacemu, który został zastrzelony na dwa miesiące przed ukazaniem się albumu.
Podczas sesji nagraniowych do albumu, powstał również utwór "Past Imperfect", który jak dotąd nie ujrzał światła dziennego, podobnie jak alternatywna wersja piosenki "Recover Your Soul".

## Spis utworów
1. "Long Way from Happiness" - 4:47
2. "Live Like Horses" - 5:02
3. "The End Will Come" - 4:53
4. "If the River Can Bend" - 5:23
5. "Love’s Got a Lot to Answer For" - 5:02
6. "Something About the Way You Look Tonight" - 5:09
7. "The Big Picture" - 3:45
8. "Recover Your Soul" - 5:18
9. "January" - 4:02
10. "I Can’t Steer My Heart Clear of You" - 4:10
11. "Wicked Dreams" - 4:39

W niektórych krajach (m.in. w Japonii) dostępny był jeszcze jeden utwór:
1. "I Know Why I'm In Love

## Strony "B"
| Song                       | Format                                  |
| -------------------------- | --------------------------------------- |
| "Big Man in a Little Suit" | Recover Your Soul CD (US/UK)            |
| "I Know Why I'm in Love"   | Recover Your Soul CD (US/UK)            |
| "No Valentines"            | Recover Your Soul [Single edit] CD (UK) |